# 프리맨틀 풋볼 클럽
프리맨틀 풋볼 클럽(영어: Fremantle Football Club)은 오스트레일리안 풋볼 리그 (AFL)에 소속된 오스트레일리아의 오스트레일리안 풋볼 클럽이다. 도커스(Dockers)라는 별명으로도 잘 알려져 있다. 웨스턴오스트레일리아주 프리맨틀에 연고지를 두고 있으며, 수비아코 오벌을 구장으로 사용한다.

## 같이 보기
- 분류:프리맨틀 풋볼 클럽 선수